# 더 스탑오버
더 스탑오버(Voir du pays, The Stopover)는 프랑스에서 제작된 무리엘 콜린 감독의 2016년 드라마 영화이다. 소코 등이 주연으로 출연하였다.

## 출연

### 주연
- 소코
- 아리안 라베드

### 조연
- 진저 로만
- 카림 르클로
- 다미엔 보나드
- 제레미 라헐트
- 마키스 파파디미트리우

## 제작진
- 믹싱: 시릴 홀츠